# Список эпизодов телесериала «Полиция Майами. Отдел нравов»
Ниже представлен список эпизодов полицейского телесериала второй половины 1980-х годов «Полиция Майами». В США сериал шёл на канале NBC. Первая серия была показана 16 сентября 1984 года, заключительная — 21 мая 1989 года. Сериал продлился 5 сезонов.

## Обзор сезонов
| Сезон | Сезон          | Количество эпизодов | Премьера первого эпизода | Премьера последнего эпизода | Дата выхода DVD | Дата выхода DVD | Дата выхода DVD |
| Сезон | Сезон          | Количество эпизодов | Премьера первого эпизода | Премьера последнего эпизода | Регион 1        | Регион 2        | Регион 4        |
| ----- | -------------- | ------------------- | ------------------------ | --------------------------- | --------------- | --------------- | --------------- |
|       | 1              | 22                  | 16 сентября 1984         | 10 мая 1985                 | 3 мая 2016      | 25 апреля 2005  | 13 июля 2006    |
|       | 2              | 22                  | 6 января 1985            | 27 января 1986              | 3 мая 2016      | 24 июля 2006    | 20 июля 2006    |
|       | 3              | 24                  | 14 октября 1986          | 5 мая 1987                  | 28 октября 2006 | н/д             | н/д             |
|       | 4              | 22                  | 20 октября 1987          | 17 мая 1988                 | 30 марта 2004   | н/д             | н/д             |
|       | 5              | 21                  | 4 ноября 1988            | 25 января 1990              | 26 июня 2007    | 26 декабря 2007 | 29 июля 2009    |
|       | полное издание | 111                 | —                        | —                           | 13 ноября 2007  | 10 декабря 2012 | н/д             |

## Первый сезон (1984—1985)
| № общий | № в сезоне | Название                                                                             | Режиссёр             | Автор сценария                                                                  | Дата премьеры    | Произв. код | Зрители в США (млн) |
| --- | ---------- | ------------------------------------------------------------------------------------ | -------------------- | ------------------------------------------------------------------------------- | ---------------- | ----------- | ------------------- |
| 1 | 1          | «Ответить за брата» «Brother's Keeper»                                               | Томас Картер         | Энтони Еркович                                                                  | 16 сентября 1984 | 83504       | 19.3                |
| Джеймс «Санни» Крокетт, детектив отдела нравов полиции Майами, только что потерял своего напарника. Эдди Ривера погиб при взрыве автомобиля, во время расследования по делу колумбийского наркоторговца. В это время в город приезжает детектив Рафаэль Таббс из Нью-Йорка. Он разыскивает наркобарона по имени Эстебан Кальдерон. Позже выясняется, что его Кальдерон и колумбиец, разыскиваемый полицией Майами, это один и тот же человек. Крокетт и Таббс начинают работать вместе. Через некоторое время Санни узнаёт, что настоящего детектива Рафаэля Таббса убили ещё две недели назад. Под напором Крокетта «полицейский из Нью-Йорка» признаётся, что он действительно полицейский, но его зовут Рикардо Таббс и он приходится младшим братом убитому Рафаэлю. В Майами же он прибыл отомстить Кальдерону за смерть брата. Санни и Рико вместе выходят на след Кальдерона и арестовывают его, но тот выходит под большой залог и сбегает. Крокетт предлагает Таббсу начать карьеру в полиции Майами. Приглашённые актёры: Джимми Смитс (Эдди Ривера), Мигель Пинеро (Эстебан Кадьдерон), Майкелти Уильямсон (Леон Джефферсон), Мартин Ферреро (Иззи Морено), Белинда Монтгомери (Кэролайн Крокетт), Билл Смитрович (Скотти Уилер) |            |                                                                                      |                      |                                                                                 |                  |             |                     |
| 2 | 2          | «Блуждание в потёмках» «Heart of Darkness»                                           | Джон Левеллин Мокси  | А. Дж. Эдисон                                                                   | 28 сентября 1984 | 59501       | N/A                 |
| Отдел нравов ведёт дело одного порнодельца. Выясняется, что им уже давно занимается ФБР, которые даже внедрили к нему своего человека. Загвоздка лишь в том, что агент уже месяц не выходит на связь со своим начальством. Есть мнение, что он переметнулся к бандитам. Приглашённые актёры: Эд О’Нилл (Арти Лоусон/Арти Роллинз), Пол Хет (Сэм Кович), Сьюзи Эмис (Пенни Макгроу) |            |                                                                                      |                      |                                                                                 |                  |             |                     |
| 3 | 3          | «Буги-Нуги» «Cool Runnin»                                                            | Ли Х. Кацин          | Джоэл Сурноу                                                                    | 5 октября 1984   | 59502       | N/A                 |
| В городе орудует жестокая банда ямайских наркоторговцев. От их рук уже пострадало много человек, в том числе и несколько полицейских. Приглашённые актёры: Ларри Рили (Бобби Прайс), Чарли Барнетт (Нуги Ламонт) |            |                                                                                      |                      |                                                                                 |                  |             |                     |
| 4 | 4          | «Возвращение Кальдерона (Часть 1)» «Calderone's Return: The Hit List (Part 1)»       | Ричард А. Колла      | Джоэл Сурноу                                                                    | 19 октября 1984  | 59504       | N/A                 |
| В Майами работает киллер, убивающий наркодилеров по списку. Неожиданно последним номером в его списке оказывается Санни Крокетт. Начальник отдела нравов Лу Родригез погибает при попытке защитить Крокетта. В полиции считают, что за всеми этими убийствами стоит Кальдерон. Приглашённые актёры: Рон Тейлор (Лайнус Оливер) |            |                                                                                      |                      |                                                                                 |                  |             |                     |
| 5 | 5          | «Возвращение Кальдерона (Часть 2)» «Calderone's Return: Calderone's Demise (Part 2)» | Пол Майкл Глейзер    | Альфонс Руджеро-младший и Джоэл Сурноу                                          | 26 октября 1984  | 59507       | N/A                 |
| Крокетт и Таббс в поисках Кальдерона отправляются на Багамы. Таббс неожиданно близко знакомится с дочерью Кальдерона. Приглашённые актёры: Мигель Пинеро (Эстебан Кадьдерон), Сэм Макмюррей (Джимми «Джимбо» Уолтерс) |            |                                                                                      |                      |                                                                                 |                  |             |                     |
| 6 | 6          | «Двойная игра» «One Eyed Jack»                                                       | Ли Х. Кацин          | Альфонс Руджеро-младший                                                         | 2 ноября 1984    | 59503       | N/A                 |
| Полиция занимается гангстером по имени Ломбард, Таббсу удаётся войти к нему в доверие. В это время Крокетта подставляют люди Ломбарда, против Санни ведётся расследование. В отдел нравов приходит новый начальник – лейтенант Мартин Кастилло. Приглашённые актёры: Деннис Фарина (Альберт Ломбард), Джо Даллесандро (Винсент Демарко), Дэн Хедайя (Бен Шрёдер) |            |                                                                                      |                      |                                                                                 |                  |             |                     |
| 7 | 7          | «Нет выхода» «No Exit»                                                               | Дэвид Соул           | Сюжет: Чарльз Лейненуэбер Сценарий: Морис Хёрли                                 | 9 ноября 1984    | 59508       | N/A                 |
| Отдел нравов объединяется с ФБР, чтобы поймать торговца оружием. Его люди украли с военного склада десяток переносных зенитно-ракетных комплексов. Приглашённые актёры: Брюс Уиллис (Тони Амато), Коати Мунди (Рамон) |            |                                                                                      |                      |                                                                                 |                  |             |                     |
| 8 | 8          | «Великий Маккарти» «The Great McCarthy»                                              | Георг Стэнфорд Браун | Филип Рид и Джоэл Сурноу                                                        | 16 ноября 1984   | 59509       | N/A                 |
| Крокетт и Таббс расследуют дело контрабандиста. Он очень осторожен и никого чужого к себе близко не подпускает. Напарникам нужно войти к нему в доверие и они собираются победить в лодочных гонках, которые тот организует. Приглашённые актёры: Мартин Ферреро (Иззи Морено) |            |                                                                                      |                      |                                                                                 |                  |             |                     |
| 9 | 9          | «Болота» «Glades»                                                                    | Стэн Лэтэн           | Рекс Уайнер и Аллан Веисбекер                                                   | 30 ноября 1984   | 59506       | N/A                 |
| Из-под охраны полиции сбегает свидетель, которому предстоит дать важные показания в суде. Ему пришлось убежать, чтобы выручить свою дочь, которая находится в плену у бандитов. Свидетель, его деревенские друзья, а также Санни и Рико решаются на штурм бандитского логова, спрятанного в джунглях. Приглашённые актёры: Кит Шарабайка (Джои Брэмлетт), Маргарет Уиттон (Кэсси Брэмлетт), Джон Пэнкоу (Клайд) |            |                                                                                      |                      |                                                                                 |                  |             |                     |
| 10 | 10         | «Мало дал — мало взял» «Give a Little, Take a Little»                                | Бобби Рот            | Чак Адамсон                                                                     | 7 декабря 1984   | 59505       | N/A                 |
| Таббс и Крокетт пытаются посадить в тюрьму наркобарона, которого выгораживает хороший адвокат. Остальная команда отдела нравов занимается сутенёром. Джина и Труди играют роли проституток. Приглашённые актёры: Берт Янг (Лупо Рамирес), Майкл Мэдсен (Салли Альварадо), Терри О'Куинн (Ричард Кейн), Ленни Фон Долен (Боб Рикерт), Чарли Барнетт (Нуги Ламонт) |            |                                                                                      |                      |                                                                                 |                  |             |                     |
| 11 | 11         | «Принц на игле» «Little Prince»                                                      | Алан Дж. Леви        | Сюжет: Венди Козен и Джоэл Сурноу Сценарий: А. Дж. Эдисон                       | 14 декабря 1984  | 59515       | N/A                 |
| Отдел нравов арестовывает за наркотики сына богатого промышленника, но того быстро вытаскивают из тюрьмы хорошие адвокаты. Полиция, тем не менее, продолжает следить за ним, ведь он героиновый наркоман и рано или поздно приведёт копов к своим поставщикам. Неожиданно полиция выясняет, что его влиятельный отец сам связан с наркотиками. Приглашённые актёры: Джанкарло Эспозито (Лютер), Митчелл Лихтенштейн (Марк-младший) |            |                                                                                      |                      |                                                                                 |                  |             |                     |
| 12 | 12         | «Детские мечты» «Milk Run»                                                           | Джон Николелла       | Эллисон Хок                                                                     | 4 января 1985    | 59512       | N/A                 |
| Два студента из Нью-Йорка находят способ быстро разбогатеть. Они собирают все свои сбережения, чтобы купить на них наркотики в Колумбии, а затем собираются перепродать их в несколько раз дороже уже в Америке. Поскольку они не опытны, то быстро попадаются под наблюдение полиции. Копы предлагают им сделку: юноши сдают своих покупателей и тогда их отпускают. Приглашённые актёры: Эрик Богосян (Зик), Эван Хэндлер (Луис), Рейнбоу Харвест (Анжела), Джон Капелос (Энди Слоан), Эл Шеннон (Эдди Риверс) |            |                                                                                      |                      |                                                                                 |                  |             |                     |
| 13 | 13         | «Золотой треугольник (Часть 1)» «Golden Triangle (Part I)»                           | Георг Стэнфорд Браун | Сюжет: Джозеф Ганн Сценарий: Джозеф Ганн и Морис Хёрли                          | 11 января 1985   | 59511       | N/A                 |
| Крокетт и Таббс работают в гостинице под прикрытием в роли охранников. Они выслеживают продажных полицейских, которые вымогают деньги у проституток. Внезапно напарники выходят на профессиональных грабителей сейфов, которые каким-то образом оказываются связаны с тайским наркобароном. Лейтенант Кастилло рассказывает о своём таиландском прошлом. Приглашённые актёры: Робин Джонсон (Кэнди Джеймс) |            |                                                                                      |                      |                                                                                 |                  |             |                     |
| 14 | 14         | «Золотой треугольник (Часть 2)» «Golden Triangle (Part II)»                          | Дэвид Анспо          | Морис Хёрли                                                                     | 18 января 1985   | 59516       | N/A                 |
| Наркобарон из Золотого треугольника прибывает в Майами вместе со своей большой семьёй. Он уже отошёл от дел и приехал в Америку встретить старость. В городе также появляется и жена Кастилло Май Инк. Лейтенант считал, что она погибла ещё несколько лет назад, во время взрыва их дома в Таиланде, однако она жива и у неё теперь другая семья. Весь отдел нравов занимается слежкой за семьёй наркобарона, полицейские ищут любой повод, чтобы арестовать его. Приглашённые актёры: Джоан Чэнь (Май Инк), Кей Люк (Лао Ли), Чарли Барнетт (Нуги Ламонт) |            |                                                                                      |                      |                                                                                 |                  |             |                     |
| 15 | 15         | «Блюз контрабандиста» «Smuggler's Blues»                                             | Пол Майкл Глейзер    | Мигель Пинеро                                                                   | 1 февраля 1985   | 59514       | N/A                 |
| Кто-то убивает местных контрабандистов. Полиция подозревает, что этим могут заниматься люди из органов. Отдел нравов решает ловить преступников на живца. Крокетт и Таббс проделывают весь путь контрабандистов. Сперва напарники находят самолёт, затем отправляются в Картахену, где покупают кокаин, а потом перевозят его в Майами, ожидая, когда преступники сами выйдут на них. Приглашённые актёры: Гленн Фрай (Джимми Коул), Ричард Дженкинс (Эд Вотерс), Коати Мунди (Такер Смит) |            |                                                                                      |                      |                                                                                 |                  |             |                     |
| 16 | 16         | «Обряд посвящения» «Rites of Passage»                                                | Дэвид Анспо          | Дэниэл Пайн                                                                     | 8 февраля 1985   | 59519       | N/A                 |
| В город приезжает Валери, старая подруга Таббса ещё по Нью-Йорку. Она разыскивает свою сестру, которая полгода назад ушла из дома и сейчас находится предположительно в Майами. Полиция находит эту девушку, она работает элитной проституткой. Приглашённые актёры: Пэм Гриер (Валери Гордон), Джон Туртурро (Джон Трейнор), Нэнси Вален (проститутка) |            |                                                                                      |                      |                                                                                 |                  |             |                     |
| 17 | 17         | «Лабиринт» «The Maze»                                                                | Тим Зиннеманн        | Майкл Эрик Стейн                                                                | 22 февраля 1985  | 59523       | N/A                 |
| Банда отморозков убивает полицейского, а затем захватывает заложников в заброшенном здании. Приглашённые актёры: Винг Рэймс (Джордж), Гарсель Бове (сестра Джорджа), Джей О. Сэндерс (Тим Дюрье), Адольфо Киньонес (Пепе), Джо Мортон (Джек Дэвис) |            |                                                                                      |                      |                                                                                 |                  |             |                     |
| 18 | 18         | «Созданные друг для друга» «Made for Each Other»                                     | Роб Коэн             | Сюжет: Джоэль Сарноу и Аллан Уэсбейкер Сценарий: Дэннис Купер и Аллан Уэсбейкер | 8 марта 1985     | 59527       | N/A                 |
| Отдел нравов взял в разработку продавца краденой техники. У Зито сгорел дом, он переехал на время к Свитеку. Приглашённые актёры: Марк Линн-Бэйкер (Бэрри Голд), Эллен Грин (Дарлин), Мартин Ферреро (Иззи Морено), Чарли Барнетт (Нуги Ламонт) |            |                                                                                      |                      |                                                                                 |                  |             |                     |
| 19 | 19         | «Налётчики» «The Home Invaders»                                                      | Абель Феррара        | Чак Эдамсон                                                                     | 15 марта 1985    | 59525       | N/A                 |
| В городе появляется опасная банда грабителей домов. Отел грабежей не справляется с этим делом и получает в своё распоряжение свободных в данный момент детективов из отдела нравов. Копы обоих отделов работают сообща. Приглашённые актёры: Дэвид Патрик Келли (Джерри), Эсай Моралес (Пете Романо), Джек Кихоу (Джон Мэлоун), Нэнси Вален (Лана), Сильвия Майлз |            |                                                                                      |                      |                                                                                 |                  |             |                     |
| 20 | 20         | «Никто не живёт вечно» «Nobody Lives Forever»                                        | Джим Джонстон        | Эдвард Ди Лоренцо                                                               | 29 марта 1985    | 59520       | 14.8                |
| Банда отморозков угоняет автомобили и грабит букмекеров. Крокетт находит женщину, с которой пытается построить серьёзные отношения, однако его влюблённость не лучшим образом влияет на его работу. Приглашённые актёры: Ким Грейст (Бренда), Питер Фридман (Морган), Мартин Ферреро (Иззи Морено), Майкл Кармине (Майки), Фрэнк Милитари (Эйс), Джанкарло Эспозито |            |                                                                                      |                      |                                                                                 |                  |             |                     |
| 21 | 21         | «Эван» «Evan»                                                                        | Роб Коэн             | Пол Даймонд                                                                     | 3 мая 1985       | 59518       | N/A                 |
| Полиция взяла в разработку торговцев оружием, когда внезапно оказалось, что один из них полицейский под прикрытием. Более того, этот Эван в прошлом был большим другом Санни Крокетта. Приглашённые актёры: Уильям Расс (Эван Фрид) |            |                                                                                      |                      |                                                                                 |                  |             |                     |
| 22 | 22         | «Ломбард» «Lombard»                                                                  | Джон Николелла       | Сюжет: Джоэл Сурноу Сценарий: Дэвид Ассаэль                                     | 10 мая 1985      | 59529       | 13.8                |
| Полиция опять занимается Ломбардом. В этот раз ему нужно дать важные показания в суде против другого гангстера Либриззи. Полиция вынуждена защищать Ломбарда. Приглашённые актёры: Деннис Фарина (Альберт Ломбард), Майкл ДеЛоренцо (Сальваторе Ломбард), Джон Бауман (Оги) |            |                                                                                      |                      |                                                                                 |                  |             |                     |

## Второй сезон (1985—1986)
| № общий | № в сезоне | Название                                                 | Режиссёр            | Автор сценария                                                                              | Дата премьеры    | Произв. код | Зрители в США (млн) |
| --- | ---------- | -------------------------------------------------------- | ------------------- | ------------------------------------------------------------------------------------------- | ---------------- | ----------- | ------------------- |
| 23 | 1          | «Блудный сын» «Prodigal Son»                             | Пол Майкл Глейзер   | Дэниэл Пайн                                                                                 | 27 сентября 1985 | 60013       | 19.9                |
| Отдел нравов устраивает облаву на колумбийских наркобаронов братьев Ревильес. Братьям удаётся ускользнуть и они сбегают в Нью-Йорк. Управление по борьбе с наркотиками не может близко к ним подобраться, поскольку те имеют на руках списки всех агентов. Таким образом, Крокетт и Таббс отправляются в командировку в Нью-Йорк, где выдают себя за поставщиков крупной партии кокаина. Местные дилеры не хотят вести с ними дела, так как в городе всё контролируют колумбийцы. В таком случае напарники громят склад братьев Ревильес, чтобы заставить тех работать с собой. Будучи в Нью-Йорке Таббс снова встречает свою старую подругу Валери, а Санни знакомится с девушкой по имени Маргарет, которая оказывается информатором у бандитов. Приглашённые актёры: Луис Гусман (Мигель Ревильес), Мигель Пинеро (второй брат Ревильес), Джин Симмонс (Ньютон Блэйд), Пенн Джиллетт (Джимми Борджес), Джулиан Бек (Джей Джей Джонстон), Энтони Хилд (Рене), Пэм Гриер (Валери Гордон), Джеймс Руссо (Фрэнк Сакко), Чарльз Стэнли Даттон (полицейский), Билл Смитрович (агент управления по наркотикам) |            |                                                          |                     |                                                                                             |                  |             |                     |
| 24 | 2          | «Любыми средствами» «Whatever Works»                     | Джон Николелла      | Морис Хёрли                                                                                 | 4 октября 1985   | 60025       | 18.0                |
| В городе происходят ритуальные убийства полицейских. Кастилло обращается за помощью к жрице религии сантерия, которая объясняет, что полицейские были убиты из чувства мести. В отделе нравов подозревают, что эти полицейские могли быть нечисты на руку. Приглашённые актёры: Эрта Китт (Чата), Мартин Ферреро (Иззи Морено), The Power Station (музыканты в клубе) |            |                                                          |                     |                                                                                             |                  |             |                     |
| 25 | 3          | «Куда не ходят автобусы» «Out Where the Buses Don't Run» | Джим Джонстон       | Сюжет: Дуглас Ллойд Макинтош и Джоэл Сурноу Сценарий: Дуглас Ллойд Макинтош и Джон Манкевич | 18 октября 1985  | 60006       | 17.1                |
| В отдел нравов заходит детектив в отставке по имени Хэнк Вэлдон, который рассказывает, что знает, где искать одного известного гангстера, который уже пять лет считается мёртвым. В прошлом Хэнк Вэлдон был хорошим копом, но сошёл с ума на работе и попал в сумасшедший дом. В отделе нравов не знают, верить его информации или нет. Неожиданно предсказания Хэнка начинают сбываться. Приглашённые актёры: Брюс Макгилл (Хэнк Вэлдон), Литл Ричард (священник Марвелл Куинн), Дэвид Стрэтэйрн (Марти Лэнг) |            |                                                          |                     |                                                                                             |                  |             |                     |
| 26 | 4          | «Пекло» «The Dutch Oven»                                 | Абель Феррара       | Морис Хёрли                                                                                 | 25 октября 1985  | 60003       | 17.0                |
| Труди во время погони застрелила преступника и теперь против неё ведётся проверка. Чтобы не быть одной в этой стрессовой ситуации, она возвращается к своему бывшему парню. Далее Труди знакомится с его новым другом Адонисом, который оказывается крупным наркодилером. Теперь Труди не знает, как ей быть, ведь она полицейский и должна арестовать Адониса. Приглашённые актёры: Кливант Деррикс (Дэвид Джонс), Джанкарло Эспозито (Адонис), Дэвид Йохансен (певец на вечеринке) |            |                                                          |                     |                                                                                             |                  |             |                     |
| 27 | 5          | «Друзья» «Buddies»                                       | Гарри Мастроджордж  | Фрэнк Милитери                                                                              | 1 ноября 1985    | 60020       | 17.7                |
| Молодая мать-одиночка случайно похищает документы, принадлежащие мафии, и теперь бандиты преследуют её. Крокетт же узнаёт, что его старый хороший друг оказывается родственником мафиозного босса. Приглашённые актёры: Джеймс Ремар (Роберт Канн), Натан Лейн (Морти Прайс), Фрэнки Валли (Фрэнк Досс) |            |                                                          |                     |                                                                                             |                  |             |                     |
| 28 | 6          | «Отеческое чувство» «Junk Love»                          | Майкл О'Херлихи     | Джулия Кэмерон                                                                              | 8 ноября 1985    | 60017       | 18.9                |
| Для того чтобы подобраться поближе к одному наркобарону Крокетт и Таббс используют проститутку, которую он любит, и её сутенёра. Позже полиция узнаёт, что в этой истории всё намного сложнее, чем это казалось поначалу. Приглашённые актёры: Майлс Дейвис (Айвори Джонс) |            |                                                          |                     |                                                                                             |                  |             |                     |
| 29 | 7          | «Байка о козле» «Tale of the Goat»                       | Майкл О'Херлихи     | Джим Тромбетта                                                                              | 15 ноября 1985   | 60036       | 19.0                |
| Умирает один гаитянский шаман-гангстер. Его соратники пытаются его оживить при помощи магии вуду. Полиция разыскивает этого зомби по всему городу. Приглашённые актёры: Кларенс Уильямс III (Легба), Майкелти Уильямсон (Сильвио Ромулус) |            |                                                          |                     |                                                                                             |                  |             |                     |
| 30 | 8          | «Засада» «Bushido»                                       | Эдвард Джеймс Олмос | Джон Ликли                                                                                  | 22 ноября 1985   | 60042       | N/A                 |
| Лейтенант Кастилло пытается спасти и защитить семью своего старого друга. Он был агентом ЦРУ и работал в Советском Союзе. Теперь в Майами за его семьёй охотятся агенты КГБ. Приглашённые актёры: Дин Стоквелл (Джек Грецки), Дэвид Раш (Сёрф) |            |                                                          |                     |                                                                                             |                  |             |                     |
| 31 | 9          | «Оплачено» «Bought and Paid For»                         | Джон Николелла      | Марвин Купфер                                                                               | 29 ноября 1985   | 60024       | 20.9                |
| Избалованный сын боливийского генерала изнасиловал подругу Джины. Джина пытается засадить его в тюрьму, но это оказывается непросто, ведь у него серьёзные покровители. Приглашённые актёры: Линн Уитфилд (Одетт), Жоаким Ди Алмейда (Роберто Арройо), El DeBarge (певец), Мартин Ферреро (Иззи Морено) |            |                                                          |                     |                                                                                             |                  |             |                     |
| 32 | 10         | «Возвращение» «Back in the World»                        | Дон Джонсон         | Терри Макдоннелл                                                                            | 6 декабря 1985   | 60023       | 19.9                |
| Когда Крокетт принимал участие в войне во Вьетнаме, он слышал истории про некоего «сержанта», который переправлял наркотики из Вьетнама в Америку в мешках для трупов. С момента окончания войны прошло уже 10 лет, но именно сейчас на улицах стал появляться кокаин, похожий на тот, вьетнамский. Санни помогает чудаковатый журналист Айра Стоун, старый знакомый ещё по Вьетнаму. Приглашённые актёры: Боб Балабан (Айра Стоун), Дж. Гордон Лидди (Уильям Мэйнард), Пэтти Д’Арбанвилл (миссис Стоун), Иман (Дакота) |            |                                                          |                     |                                                                                             |                  |             |                     |
| 33 | 11         | «Фил зазывала» «Phil the Shill»                          | Джон Николелла      | Пол Даймонд                                                                                 | 13 декабря 1985  | 60037       | 20.5                |
| Полиция ведёт наблюдение за очередным наркоторговцем. В это время Свитек участвует в телевикторине посвящённой Элвису Пресли. Несмотря на свои знания, он проигрывает, так как ведущий шоу находится в сговоре с другим участником. Зито и Свитек начинают следить за этим телеведущим, когда внезапно его путь пересекается с наркоторговцем, которым как раз занимается отдел нравов. Приглашённые актёры: Фил Коллинз (Фил Мейхью), Мартин Ферреро (Иззи Морено), Кира Седжвик (Сара Макфейл), Эмо Филипс (участник телевикторины) |            |                                                          |                     |                                                                                             |                  |             |                     |
| 34 | 12         | «Над Майами ясное небо» «Definitely Miami»               | Роб Коэн            | Махйкл Анеманн и Дэниэл Пайн                                                                | 10 января 1986   | 60012       | 20.6                |
| Крупный мафиозный босс Сержио Клименти согласился сотрудничать с полицией и сдать своих сообщников в обмен на собственную неприкосновенность и встречу со своей сестрой. Полиция не знает, как поступить, ведь сестра давала на суде показания против брата и находится под программой о защите свидетелей. Ей может угрожать опасность. В это время Крокетт знакомится с девушкой, у которой серьёзные проблемы с мужем. Санни пытается помочь, когда выясняет, что её муж — наркоторговец. Приглашённые актёры: Тед Ньюджент (Чарли), Ариэль Домбаль (Кэлли), Камала Лопез (Мария Рохас), Альберт Холл (Джо Далва) |            |                                                          |                     |                                                                                             |                  |             |                     |
| 35 | 13         | «Всесильный доллар» «Yankee Dollar»                      | Аарон Липстадт      | Джон Манкевич и Дэниэл Пайн                                                                 | 17 января 1986   | 60047       | 19.1                |
| Стюардесса Сара, знакомая Крокетта, перевозит наркотики в своём желудке. Одна капсула случайно прорывается и Сара умирает от передозировки. Теперь полиция ищет человека, которому предназначался этот кокаин. Приглашённые актёры: Нед Эйзенберг (Чарли Глайд), Остин Пендлтон (Макс Рохо), Клэйтон Ронер (Тимми Дэвис), Пепе Серна (Забадо), Энн Карлайл (Лидия Шугарман) |            |                                                          |                     |                                                                                             |                  |             |                     |
| 36 | 14         | «Билет в один конец» «One Way Ticket»                    | Крэйг Болотин       | Крэйг Болотин и Джон Манкевич                                                               | 24 января 1986   | 60040       | 20.7                |
| Кто-то убивает генерального прокурора прямо на свадьбе его дочери. Отдел нравов занимается этим делом. Приглашённые актёры: Лотер Блюто (Филипп Сагот), Джон Хёрд (Лоуренс Тёрмонд), Ян Хаммер (музыкант на свадьбе) |            |                                                          |                     |                                                                                             |                  |             |                     |
| 37 | 15         | «Хрупкая мисс опасность» «Little Miss Dangerous»         | Леон Ичасо          | Фрэнк Милитери                                                                              | 31 января 1986   | 60038       | 18.4                |
| Юная проститутка страдает психическим расстройством, она убивает своих клиентов при помощи ножа. Отдел нравов занимается этим странным делом. Приглашённые актёры: Фиона (Джеки), Ларри Джошуа (Кэт), Джули Бовассо (бездомная) |            |                                                          |                     |                                                                                             |                  |             |                     |
| 38 | 16         | «Флоренция» «Florence Italy»                             | Джон Николелла      | Уилтон Кроули                                                                               | 14 февраля 1986  | 60011       | 18.7                |
| В городе проходят автомобильные гонки. В это время кто-то убивает несовершеннолетнюю проститутку. В полиции подозревают, что убийца один из гонщиков. Приглашённые актёры: Дэнни Салливан (Дэнни Теппер), The Fat Boys |            |                                                          |                     |                                                                                             |                  |             |                     |
| 39 | 17         | «Дела французские» «French Twist»                        | Дэвид Джексон       | Сюжет: Майкл Хогган и Джейсон Саммерс Сценарий: Джейсон Саммерс                             | 21 февраля 1986  | 60049       | 20.0                |
| Девушка-фотограф случайно становится свидетелем убийства. Свидетельницу берёт под свою охрану полиция. Искать же преступника копам помогает агент Интерпола из Франции, но Таббс подозревает, что она ведёт какую-то свою игру. Приглашённые актёры: Леонард Коэн (Франсуа Золан), Лиза Айкхорн (Даниэль Ер) |            |                                                          |                     |                                                                                             |                  |             |                     |
| 40 | 18         | «В долгах» «The Fix»                                     | Дик Миллер          | Чак Адамсон                                                                                 | 7 марта 1986     | 60008       | 18.1                |
| Отдел нравов начинает присматривать за судьёй, который назначает подозрительно маленькие суммы залога для преступников. Выясняется, что у судьи проблемы с деньгами, он много проиграл на тотализаторе и теперь залез в долги к бандитам и ему приходится выполнять их задания. Теперь они хотят, что бы судья уговорил своего сына-баскетболиста провалить игру. Приглашённые актёры: Билл Расселл (судья Фергюсон), Бернард Кинг (Мэтт Фергюсон), Харви Файерстин (Бенедикт), Майкл Ричардс (Пагони) |            |                                                          |                     |                                                                                             |                  |             |                     |
| 41 | 19         | «Расплата» «Payback»                                     | Аарон Липстадт      | Роберт Крайс                                                                                | 14 марта 1986    | 60048       | 18.2                |
| Полиция охотится на неуловимого наркобарона, который живёт на яхте в море и общается только через посредников. В помощь Крокетту и Таббсу приписывают двух копов из других отделов, чтобы наконец поймать этого Пуэнтэ. При этом наркобарон сам разыскивает некоего копа по имени Санни Крокетт, поскольку считает, что у того могут быть его деньги потерянные несколько лет назад. Приглашённые актёры: Фрэнк Заппа (Марио Пуэнтэ), Дэн Хедайя (Ройбен Рудольфо), Роберто Дуран (Хесус Марото), Грэм Беккел (Кевин Кейтс / Лу Карлин) |            |                                                          |                     |                                                                                             |                  |             |                     |
| 42 | 20         | «В свободной манере» «Free Verse»                        | Джон Николелла      | Сюжет: Джим Тромбетта и Шелл Уильямс Сценарий: Джим Тромбетта                               | 4 апреля 1986    | 60005       | 18.0                |
| Писателя одной из латиноамериканских стран Гектора Сандаваля лишили гражданства на родине и выгнали из страны. Дело в том, что в его стране правит военная хунта, а он поэт левого толка. Сандаваль собирается несколько дней провести в Майами, прежде чем отправится далее в Вашингтон. В Майами на него охотятся боевики из его страны, причём как ультраправые, так и ультралевые. Правые хотят разделаться с ним из-за идеологических разногласий, а левые, чтобы потом сделать из него на родине «мученика» и «жертву режима». Приглашённые актёры: Бьянка Джаггер (Кармен), Луис Гусман (боевик), Майкл Бэй (боевик) |            |                                                          |                     |                                                                                             |                  |             |                     |
| 43 | 21         | «Пираты» «Trust Fund Pirates»                            | Джим Джонстон       | Дэниэл Пайн                                                                                 | 2 мая 1986       | 60027       | 16.5                |
| Кто-то разгромил катер наркоторговцев никого не оставив в живых и похитил оттуда весь кокаин. Отдел нравов разыскивает эту банду «пиратов». Приглашённые актёры: Томми Чонг (Джамбо), Чарли Барнетт (Нуги Ламонт), Гэри Коул (Джексон Крэйн), Перри Лэнг (Скип Мюллер), Ричард Белзер (Капитан Хук), Денни Диллон (Флаффи Коллинс), Николь Фоссе (Лани Мюллер) |            |                                                          |                     |                                                                                             |                  |             |                     |
| 44 | 22         | «Сыновья и любимые» «Sons and Lovers»                    | Джон Николелла      | Дэннис Купер                                                                                | 9 мая 1986       | 60008       | 16.1                |
| В Майами приезжает Анджелина, дочь наркобарона Эстебана Кадьдерона, который несколько лет назад был убит полицией. Она рассказывает Рикардо Таббсу, что у неё от него есть ребёнок. Ещё она рассказывает, что у неё есть сводный брат Орландо, который принял на себя все дела своего отца наркобарона. Более того, он тоже собирается приехать в Майами, но уже для того, чтобы отомстить Таббсу за смерть отца. Приглашённые актёры: Джон Легуизамо (Орландо Кальдерон), Ли Якокка (Лидо) |            |                                                          |                     |                                                                                             |                  |             |                     |

## Третий сезон (1986—1987)
| № общий | № в сезоне | Название                                                              | Режиссёр          | Автор сценария                                                            | Дата премьеры    | Произв. код | Зрители в США (млн) |
| --- | ---------- | --------------------------------------------------------------------- | ----------------- | ------------------------------------------------------------------------- | ---------------- | ----------- | ------------------- |
| 45 | 1          | «Когда ирландцы плачут» «When Irish Eyes Are Crying»                  | Марио Ди Лео      | Сюжет: Джон Ликли Сценарий: Джон Ликли и Дик Вульф                        | 26 сентября 1986 | 62004       | N/A                 |
| Бывший боевик ИРА приезжает в Майами, чтобы собрать пожертвования для северных ирландцев, пострадавших от британского правительства. Джина проникается раскаявшимся террористом и заводит с ним отношения. В полиции же допускают, что этот ирландец может собирать деньги для покупки партии оружия. Отделу нравов помогает прибывший из Лондона представитель Скотленд-Ярда. Тем временем торговцы оружием уничтожают Ferrari Daytona Санни Крокетта. Приглашённые актёры: Лиам Нисон (Шон Кэррон), Мартин Ферреро (Иззи Морено), Пол Глисон (Банни Берриган), Дэниэл Джерролл (Ричард Кросс), Уолтер Готелл (Макс Клайзер), Джефф Фэйи (Эдди Кэй)                                                |            |                                                                       |                   |                                                                           |                  |             |                     |
| 46 | 2          | «Война Стоуна» «Stone's War»                                          | Дэвид Джексон     | Дэвид Джексон                                                             | 3 октября 1986   | 62012       | N/A                 |
| Журналист Айра Стоун возвращается в Майами. Он был в Никарагуа, где снимал сюжет о гражданской войне. Теперь у него есть «горячий» материал об участии в войне американских наёмников на стороне Контрас. Стоуна в Майами преследуют некие люди, представляющиеся федеральными агентами. Айра просит помощи у Крокетта, одновременно пытаясь найти телеканал, который бы мог купить у него плёнку. Приглашённые актёры: Боб Балабан (Айра Стоун), Дж. Гордон Лидди (Мэйнард), Лонетт Макки (Алисия Мэна) |            |                                                                       |                   |                                                                           |                  |             |                     |
| 47 | 3          | «Коронный удар» «Killshot»                                            | Леон Ичасо        | Сюжет: Мануэль Арсе, Леон Ичасо и Марвин Купфер Сценарий: Марвин Купфер   | 10 октября 1986  | 62018       | N/A                 |
| Гангстеры инсценируют убийство проститутки, чтобы обвинить в этом молодого спортсмена, игрока в джай-алай. Этим они собираются шантажировать его дядю, сотрудника таможни. В это время отдел нравов охотится на очередного наркобарона. Два этих дела переплетаются друг с другом. Приглашённые актёры: Анджела Альварадо (Джэн Ларкен), Фернандо Альенде (Тико Арриола) |            |                                                                       |                   |                                                                           |                  |             |                     |
| 48 | 4          | «Одиночка» «Walk-Alone»                                               | Дэвид Джексон     | В.К. Скотт Мейер                                                          | 17 октября 1986  | 62014       | N/A                 |
| Охранники одной из тюрем занимается продажей наркотиков. Таббса под прикрытием засылают в колонию. Приглашённые актёры: Мартин Ферреро (Иззи Морено), Кевин Конуэй (Фокс), Лоренс Фишберн (Келлер), Рон Перлман (Джон Ругар), Джон Коркер (Самсон), А. Дж. Дуе (Хаммер) |            |                                                                       |                   |                                                                           |                  |             |                     |
| 49 | 5          | «Безупречный арест» «The Good Collar»                                 | Марио Ди Лео      | Дэннис Купер                                                              | 24 октября 1986  | 62001       | 15.6                |
| В городе орудуют банды подростков, которые торгуют наркотиками в школах и на улицах. Эти наркотики плохого качества и многие умирают, попробовав их. Более того, эти банды конкурируют между собой, что влечёт за собой новые жертвы. Приглашённые актёры: Чарльз Стэнли Даттон (Эд Маккейн), Хсу Гарсиа (Рамирес), Джон Спенсер (Ли Аткинс), Терри Кинни (Уильям Пепин) |            |                                                                       |                   |                                                                           |                  |             |                     |
| 50 | 6          | «Ночная тень» «Shadow in the Dark»                                    | Кристофер Кроу    | Чак Адамсон                                                               | 31 октября 1986  | 62003       | N/A                 |
| В городе объявился сумасшедший. Он проникает ночью в дома, рассыпает повсюду муку и ест сырое мясо из холодильника, а ещё ворует штаны. Со временем его почерк меняется, он начинает воровать помаду и рисует ей рисунки на стенах. Крокетт опасается, что сумасшедший может начать нападать на спящих жильцов. Отдел нравов работает вместе с отделом краж, но лейтенант Гилмор сходит с ума на этом деле. Приглашённые актёры: Эд Лотер (Кэхилл), Джек Тибо (Рой Гилмор) |            |                                                                       |                   |                                                                           |                  |             |                     |
| 51 | 7          | «Старик» «El Viejo»                                                   | Аарон Липстадт    | Алан Московиц                                                             | 7 ноября 1986    | 62009       | TBA                 |
| Случайно оказавшийся на месте наркосделки охранник распугивает всех гангстеров. Бандиты в спешке теряют портфель с наркотиками. Этот портфель находит старик, который обещает вернуть его, но только за вознаграждение и только лично самому наркобарону. Полиция выясняет, что старик в прошлом был техасским рейнджером. Приглашённые актёры: Вилли Нельсон (Джейк Пирсон), Стив Бушеми (Риклз) |            |                                                                       |                   |                                                                           |                  |             |                     |
| 52 | 8          | «Химия как источник благосостояния» «Better Living Through Chemistry» | Леон Ичасо        | Сюжет: Кен Эдвардс и Гарольд Розенталь Сценарий: Майкл Дагган и Дик Вульф | 14 ноября 1986   | 62007       | N/A                 |
| В Майами оказался некий гениальный химик из Эквадора. Он пытается искусственно синтезировать кокаин и у него есть успехи в этом деле. Если ему удастся получить кокаин искусственным путём, это обрушит весь рынок наркотиков и вызовет войну между наркобаронами. В этом деле оказывается замешан информатор Иззи Морено и бывший полицейский из Нью-Йорка Кларенс Баттис, в прошлом напарник Таббса. Приглашённые актёры: Мартин Ферреро (Иззи Морено), Роб Нильссон (Ванго Мэк) |            |                                                                       |                   |                                                                           |                  |             |                     |
| 53 | 9          | «Младенцы» «Baby Blues»                                               | Дэниел Аттиас     | Сюжет: Майкл Дагган и Дик Вульф Сценарий: Майкл Дагган                    | 21 ноября 1986   | 62017       | 16.2                |
| Отдел нравов устраивал облаву на самолёт с наркотиками, когда оказалось, что самолёт наполнен маленькими детьми. Кто-то в Колумбии ворует детей и контрабандой перевозит в Америку, где их за большие деньги усыновляют семейные пары, не имеющие детей. Приглашённые актёры: Стэнли Туччи (Стив Демарко) |            |                                                                       |                   |                                                                           |                  |             |                     |
| 54 | 10         | «Постигая жизнь» «Streetwise»                                         | Фред Уолтон       | Дэннис Купер                                                              | 5 декабря 1986   | 62002       | 16.0                |
| Полиция устраивает облаву на проституток и у одной из них неожиданно находит небольшую дозу медицинского кокаина. Отдел нравов пытается разобраться в происхождении этого порошка. Делу мешает один из полицейских, который влюблён в эту проститутку. Он всячески выгораживает её и берёт вину на себя. Приглашённые актёры: Билл Пэкстон (Вик Романо), Уэсли Снайпс (Силк), Дебора Адэр (Карла Каполетти), Том Мардиросян (Лео), Марк Маколей (водитель), Дэвид Мэндел (Рон) |            |                                                                       |                   |                                                                           |                  |             |                     |
| 55 | 11         | «Прости нам долги наши» «Forgive Us Our Debts»                        | Ян Элиасберг      | Гюстав Райнингер                                                          | 12 декабря 1986  | 62013       | 16.0                |
| Шесть лет назад был убит напарник Санни Крокетта Фрэнкель. За это убийство был осуждён Фрэнк Хэкмен. Прямых улик против него не было, но множество косвенных указывали именно на него. Фрэнк Хэкмен был приговорён к смертной казни и вот сейчас подошло время приведения приговора в исполнение. Хэкмен до сих пор утверждает, что он не виновен. Всплывают новые свидетели по этому делу. С одной стороны Крокетт знает, что Хэкмен преступник и натворил много плохих дел, но с другой стороны Санни опасается, что его казнят за то, в чём он действительно может быть не виноват. Приглашённые актёры: Гай Бойд (Фрэнк Хэкмен), Ди Дабл-ю Моффетт (Томас Уэлдман), Билл Реймонд (Томми Беркли) |            |                                                                       |                   |                                                                           |                  |             |                     |
| 56 | 12         | «Победа нокаутом (Часть 1)» «Down For The Count (Part 1)»             | Ричард Комптон    | Сюжет: Дик Вульф Сценарий: Джон Скалиан и Дик Вульф                       | 9 января 1987    | 62020       | N/A                 |
| Отдел нравов копает под гангстера по фамилии Гусман. Когда-то в прошлом Крокетт уже занимался им, но тогда у полиции ничего не вышло, так как полицейский информатор был вычислен и жестоко убит. Сейчас интересы Гусмана переключились на спорт. Он зарабатывает на боксе, а точнее на тотализаторе вокруг него. Гусман довольно жесток и ни перед чем не останавливается. Убит детектив отдела нравов Ларри Зито. Приглашённые актёры: Пепе Серна (Освальдо Гусман), Дон Кинг (Дон Кэш), Рэндалл «Текс» Кобб (Мун), Марк Бриланд (Бобби Сайкс) |            |                                                                       |                   |                                                                           |                  |             |                     |
| 57 | 13         | «Победа нокаутом (Часть 2)» «Down For The Count (Part 2)»             | Ричард Комптон    | Сюжет: Дик Вульф Сценарий: Джон Скалиан и Дик Вульф                       | 16 января 1987   | 62023       | 17.7                |
| Отдел нравов всё ещё пытается на чём-нибудь подловить Гусмана. Новой задачей полиции становится защита чести убитого детектива Ларри Зито. Он был убит людьми Гусмана, однако обставлено всё было так, как-будто он умер сам, от передозировки наркотиков. В это время в Майами из Лас-Вегаса приезжает гангстер Джулинни. У него свои счёты с Гусманом. Приглашённые актёры: Пепе Серна (Освальдо Гусман), Марк Бриланд (Бобби Сайкс), Роберт Пасторелли (Веспа), Джо Даллесандро (Альфредо Джулинни), Роберт Мореско (Фрэнк) |            |                                                                       |                   |                                                                           |                  |             |                     |
| 58 | 14         | «Свободная Куба» «Cuba Libre»                                         | Вирджил В. Фогель | Майкл Берлин и Эрик Эстрин                                                | 23 января 1987   | 62015       | 17.5                |
| В южной Флориде действует подпольная военизированная группировка, состоящая из бывших военных кубинского происхождения. Своей целью организация ставит свержение режима Фиделя Кастро на Кубе. Ближайшая акция — убийство кубинского дипломата, который посетит с визитом Майами. Для выполнения своих операций им нужны деньги и они решают ограбить одного наркобарона. Так на них выходит отдел нравов, который как раз занимается им. В деле оказывается замешан и агент ФБР, Приглашённые актёры: Бисон Кэрролл (Джек Слэйд), Вилли Колон (Армандо Рохас), Исмаэль Карло (Виктор Васкес) |            |                                                                       |                   |                                                                           |                  |             |                     |
| 59 | 15         | «Долг чести» «Duty and Honor (The Savage)»                            | Джон Николелла    | Марвин Купфер                                                             | 6 февраля 1987   | 62019       | N/A                 |
| В городе появился маньяк. Он убивает проституток, оставляя на стене кровавую надпись: «вьетконговская шлюха». Полиция подозревает, что это дело рук какого-то сумасшедшего ветерана Вьетнама. Позже в полиции узнают, что в других странах в разные годы имели место серии подобных убийств проституток, которые затем заканчивались убийством какого-нибудь коммунистического политика. Отделу нравов помогает друг лейтенанта Кастилло по Южному Вьетнаму. Приглашённые актёры: Хенг Сомнанг Нгор (Нгун Ван Транк), Гэри Басараба (доктор Моррис), Майкл Райт (Дикарь), Брэд Салливан (Джек Колман), Джудит Малина (работница отеля)                                                              |            |                                                                       |                   |                                                                           |                  |             |                     |
| 60 | 16         | «Тереза» «Theresa»                                                    | Вирджил В. Фогель | Памела Норрис                                                             | 13 февраля 1987  | 62024       | N/A                 |
| Крокетт влюбляется в одну милую девушку-врача и даже собирается сделать ей предложение. Санни не знает, что Тереза наркоманка. Преступники же используют её слабость и заставляют её подсмотреть кое-какие бумаги у её дружка копа. Тереза идёт у них на поводу и всё оборачивается ужасными последствиями, как для неё самой, так и для Санни. Приглашённые актёры: Хелена Бонэм Картер (Тереза Лайонс), Зак Гренье (офицер из внутреннего отдела), Ричард Чавес (окружной прокурор Мартинес), Брэд Дуриф (Джо Уайатт) |            |                                                                       |                   |                                                                           |                  |             |                     |
| 61 | 17         | «Дневные планы» «The Afternoon Plane»                                 | Дэвид Джексон     | Дэвид Джексон                                                             | 20 февраля 1987  | 62022       | N/A                 |
| Рикардо Таббс выигрывает билет на тропический остров. Рико берёт свою новую подругу в это романтическое путешествие. По прилёте на место он узнаёт, что в скором времени туда должен прибыть и Орландо Кальдерон. Таббс понимает, что вся эта поездка — подстроенная для него западня. Приглашённые актёры: Джон Легуизамо (Орландо Кальдерон), Винсент Д’Онофрио (Леон Вулф), Маргарет Эйвери (Салли Кордоба) |            |                                                                       |                   |                                                                           |                  |             |                     |
| 62 | 18         | «Одолжи мне ухо» «Lend Me an Ear»                                     | Джеймс Куинн      | Сюжет: Дик Вульф Сценарий: Майкл Дагган                                   | 27 февраля 1987  | 62027       | N/A                 |
| Полиция пытается подобраться к гангстеру по имени Дайкстра, но у них ничего не получается, так как совершенно не за что зацепиться. Копы просят помощи у бывшего полицейского Стива Дадди, который сейчас на вольных хлебах. Он хорошо разбирается в электронике и технике и должен помочь отделу нравов с прослушкой. По иронии судьбы Стив Дадди работает также «чистильщиком» и у Дайкстры. Его задача: очищать особняк гангстера от подслушивающих устройств. Приглашённые актёры: Джон Гловер (Стив Дадди), Мартин Ферреро (Иззи Морено) |            |                                                                       |                   |                                                                           |                  |             |                     |
| 63 | 19         | «Бюрократы» «Red Tape»                                                | Гэбриэлль Бомонт  | Сюжет: Дэннис Купер Сценарий: Джонатан Полански                           | 13 марта 1987    | 62029       | N/A                 |
| В последнее время частенько так случается, что когда полицейские приезжают куда-нибудь с обыском, это место оказывается заминированным. Выходит что откуда-то из полиции идёт утечка. Таббс изображает нервный срыв и грозится уйти из полиции. В это время на него выходят преступники, которые предлагают ему подзаработать торговлей документами отдела нравов. Приглашённые актёры: Вигго Мортенсен (Эдди Трамбалл), Лу Даймонд Филлипс (Бобби Диаз), Скотт Планк (Глен Макинтайр), Аннетт Бенинг (сообщница Макинтайра) |            |                                                                       |                   |                                                                           |                  |             |                     |
| 64 | 20         | «Путаны попутали» «By Hooker By Crook»                                | Дон Джонсон       | Сюжет: Дик Вульф Сценарий: Джон Скалиан                                   | 20 марта 1987    | 62026       | N/A                 |
| Некие злоумышленники выбрасывают с балкона финансового магната. Единственная надежда полиции в этом деле, это разыскать девушку-модель, которая была с ним в тот вечер. В это время на вечеринке Крокетт знакомится с богатой бизнесвумен, к которой начинает проявлять симпатию. Приглашённые актёры: Мелани Гриффит (Кристин ван Марбург), Вэнити (Али Ферран), Джордж Такеи (Тогару), Мартин Ферреро (Иззи Морено), Лу Альбано (громила), Афа Аноаи (громила), Билл Боггс (журналист), Вероника Картрайт |            |                                                                       |                   |                                                                           |                  |             |                     |
| 65 | 21         | «Тук-тук… Кто там?» «Knock Knock… Who's There?»                       | Тони Уормби       | Сюжет: Дик Вульф Сценарий: Джон Скалиан                                   | 27 марта 1987    | 62028       | N/A                 |
| Полиция проводит операцию по покупке наркотиков у наркомафии, когда внезапно врываются агенты из Управления по борьбе с наркотиками и похищают кокаин и деньги. Лейтенант Кастилло делает запрос в Вашингтон, чтобы узнать, что собственно происходит. Ему приходит ответ, что федеральные агенты в данный момент никаких операций в Майами не проводят. Полиция оказывается в замешательстве, тем более, что подобный налёт повторяется. Приглашённые актёры: Иэн Макшейн (Эстебан Монтойя), Элизабет Эшли (Линда Колби), Мартин Ферреро (Иззи Морено) |            |                                                                       |                   |                                                                           |                  |             |                     |
| 66 | 22         | «Байкеры — посланцы ада» «Viking Bikers From Hell»                    | Джеймс Куинн      | Сюжет: Уолтер Куртц Сценарий: Майкл Дагган и Дик Вульф                    | 3 апреля 1987    | 62032       | N/A                 |
| Один преступник связанный с наркотиками по имени Трос недавно был убит. Его хороший друг Рэб поклялся отомстить за смерть друга. Однако Рэб не знает кто конкретно убил Троса. Он психопат. Он просто убивает всех подряд из тех с кем в последние недели вёл дела Трос, из расчёта что кто-то из них и есть убийца. Приглашённые актёры: Рэб Браун (Рэб Густафсон), Ким Коутс (Джек Крэгун), Сонни Лэндэм (Тод), Мартин Ферреро (Иззи Морено) |            |                                                                       |                   |                                                                           |                  |             |                     |
| 67 | 23         | «На подмостках» «Everybody's In Showbiz…»                             | Ричард Комптон    | Сюжет: Дэвид Купер и Рейнальдо Повод Сценарий: Дэвид Бёрк                 | 1 мая 1987       | 62031       | N/A                 |
| Майки — талантливый актёр, также одновременно наркоман и рецидивист. Он с приятелем обворовывает случайно попавшийся на глаза лимузин. Позже оказывается, что это была машина наркобарона и кроме денег он прикарманил ещё и ценные документы. Майки совершенно не пугает такой расклад, он считает, что сможет переиграть наркомафию и даже подзаработать на этом. Приглашённые актёры: Пол Кальдерон (Дон Гальего), Коати Мунди (Канеха), Чарльз Китинг (Марти Кликберг), Марио Эрнесто Санчес (Пако), Бенисио Дель Торо (брат Майки) |            |                                                                       |                   |                                                                           |                  |             |                     |
| 68 | 24         | «Герои революции» «Heroes of the Revolution»                          | Гэбриэлль Бомонт  | Сюжет: Дик Вульф Сценарий: Джон Скалиан                                   | 8 мая 1987       | 62033       | N/A                 |
| Отдел нравов ведёт наблюдение за одним наркобароном, когда внезапно выясняется, что за ним следит кто-то ещё. Позже оказывается, что этот человек — шпион из ГДР. Полиция решает брать их обоих. Немец же сам приходит домой к Джине. Он рассказывает, что был влюблён в её мать в молодости. Более того, он прибыл сейчас в Майами, что бы отомстить за её смерть. Приглашённые актёры: Йерун Краббе (Клаус Херцог), Джордж Дикерсон (Чет Блэкмор) |            |                                                                       |                   |                                                                           |                  |             |                     |

## Четвёртый сезон (1987—1988)
| № общий | № в сезоне | Название                                               | Режиссёр          | Автор сценария                                                                                                  | Дата премьеры    | Произв. код |
| --- | ---------- | ------------------------------------------------------ | ----------------- | --- | ---------------- | ----------- |
| 69 | 1          | «Неуважение к суду» «Contempt of Court»                | Ян Элиасберг      | Питер МакКейб                                                                                                   | 25 сентября 1987 | 63504       |
| Полиция пытается посадить в тюрьму мафиозного лидера Фрэнка Моска. Он уже арестован, однако дело тяжело идёт через суд, несмотря на большое количество улик против него. Мафия подкупает и запугивает, как свидетелей, так и присяжных. Убит друг Крокетта, один из главных свидетелей по этому делу. Приглашённые актёры: Стэнли Туччи (Фрэнк Моска), Филип Бейкер Холл (Делапорте), Мег Фостер (Элис Карсон), Стивен Китс (Джек Риверс) |            |                                                        |                   | |                  |             |
| 70 | 2          | «Шлите деньги... Аминь» «Amen... Send Money»           | Джеймс Дж. Куинн  | Джон Скалиан | 2 октября 1987   | 63502       |
| Полиция занимается наркотиками, когда внезапно попадает в гущу противостояния между двумя телепроповедниками. Кто-то пытается опорочить честь полиции, Таббса обвиняют в изнасиловании. Приглашённые актёры: Брайан Деннехи (преподобный Билл Боб Проверб), Анита Моррис (Леона Проверб), Джеймс Толкан (преподобный Мейсон Мэзер), Бен Стиллер (Эдди Фильчер), Джо Андерсон (Фэй Нилл) |            |                                                        |                   | |                  |             |
| 71 | 3          | «Смерть и леди» «Death and the Lady»                   | Колин Бакси       | Дэвид Блэк | 16 октября 1987  | 63501       |
| Режиссёр Милтон Глэнц выпустил свой новый эротический фильм. В полицию пришёл человек, который пытается доказать, что убийство в фильме было настоящим. Крокетт и Таббс пытаются найти девушку сыгравшую роль жертвы в фильме. Приглашённые актёры: Пол Гилфойл (Милтон Глэнц), Келли Линч (Лори Свонн), Мигель Феррер (окружной прокурор), Пенелопа Энн Миллер (Джил Райдер), Марк Маколей (Брукингс), Марк Маккрэкен (Эш) |            |                                                        |                   | |                  |             |
| 72 | 4          | «Отморозки» «The Big Thaw»                             | Ричард Комптон    | Джозеф Деблэзи                                                                                                  | 23 октября 1987  | 63507       |
| Во время обыска одного из складов полиция находит тело подверженное криогенной заморозке. Тело принадлежит регги-музыканту, пропавшему несколько лет назад. Полиция не знает, что с этим делать. С одной стороны, есть учёный, который заявляет, что может разморозить тело и вернуть человека к жизни. С другой же стороны, есть жена, которая требует предать тело земле и признать её мужа умершим, ведь в этом случае она получит большое наследство. Приглашённые актёры: Альфред Молина (адвокат), Мартин Ферреро (Иззи Морено), Билл Рэймонд (Дэйв Фробель) |            |                                                        |                   | |                  |             |
| 73 | 5          | «Детские игры» «Child's Play»                          | Верн Джиллам      | Сюжет: Присцилла Тернер Сценарий: Майкл Пиллер                                                                  | 30 октября 1987  | 63508       |
| Крокетт врывается в квартиру во время разразившейся там семейной ссоры и стреляет в человека навёвшего на него браунинг. Этим человеком оказывается ребёнок, который в тяжелом состоянии доставляется в больницу. Вся карьера Крокетта теперь под угрозой. В это время он вспоминает об оставленной им жене и сыне. Приглашённые актёры: Винг Рэймс (Уолкер Монро), Белинда Монтгомери (Кэролайн Баллард), Айзек Хейз (Холидэй), Данитра Вэнс (Аннетт Макаллистер) |            |                                                        |                   | |                  |             |
| 74 | 6          | «Дело Господне» «God's Work»                           | Ян Элиасберг      | Эдвард Тивнан                                                                                                   | 6 ноября 1987    | 63503       |
| В город приехал сын наркобарона. Полиция подозревает, что тот вернулся в Майами, чтобы перенять управление семейным бизнесом. Неожиданно убивают священника, который приходится родственником наркосемье, но в отличие от остальных он честный человек и заведует хосписом для больных СПИДом. Приглашённые актёры: Эсай Моралес (Фелипе Круз), Франческо Куинн (Франческо Круз), Альфонсо Арау (Хорхе Круз), Розанна ДеСото (Мария Лупэ Круз), Джонатан Дель Арко (Рикки Диаз), Олек Крупа (отец Вайда) |            |                                                        |                   | |                  |             |
| 75 | 7          | «Часы отсутствия» «Missing Hours»                      | Ате де Йонг       | Диш, Томас | 13 ноября 1987   | 63515       |
| Полиция расследует смерть контактёра с НЛО. В это время с Труди творятся странные необъяснимые вещи. Приглашённые актёры: Джеймс Браун (Лу Де Лонг), Мартин Ферреро (Иззи Морено), Чарли Барнетт (Нуги Ламонт), Крис Рок (Карсон) |            |                                                        |                   | |                  |             |
| 76 | 8          | «Подобно урагану» «Like a Hurricane»                   | Колин Бакси       | Роберт Палм | 20 ноября 1987   | 63511       |
| Одной поп-звезде угрожает опасность и Крокетта назначают охранять её, пока не пройдёт суд, где она должна дать показания. Неожиданно для самих себя они влюбляются друг в друга и решают сыграть свадьбу. Приглашённые актёры: Шина Истон (Кэйтлин Дэвис), Ксандер Беркли (Томми Лоуэлл), Теллер (Ральф Фишер), Тони Хендра (Гордон Уиггинс), Туки Смит (Энджи), Ян Хаммер (музыкант на свадьбе) |            |                                                        |                   | |                  |             |
| 77 | 9          | «Восходящее солнце погибели» «The Rising Sun of Death» | Леон Ичасо        | Питер Лэнс | 4 декабря 1987   | 63506       |
| Полиция расследует убийство в котором замешана Якудза. Дело осложняется тем, что в городе появляется бывший японский полицейский, который ведёт какую-то свою игру. Приглашённые актёры: Кэри-Хироюки Тагава (Кенджи Фуджитсу), Ли Эрми (сержант Эрнест Хаскелл), Джеймс Хонг (Риочи Танака), Шина Истон (Кэйтлин Дэвис) |            |                                                        |                   | |                  |             |
| 78 | 10         | «Любовь с первого взгляда» «Love at First Sight»       | Дон Джонсон       | Питер Маккейб                                                                                                   | 15 января 1988   | 63517       |
| В городе появился маньяк, жертвами которого становятся мужчины с сервиса видеознакомств. Поскольку все жертвы одного типа и похожи по своим параметрам на Крокетта, полиция решает ловить «на живца». Санни регистрируется на сервисе видеознакомств. Приглашённые актёры: Иман (Луис Блайт), Аннабель Гурвич (Тери), Лори Петти (Кэрол), Шина Истон (Кэйтлин Дэвис), Туки Смит (Энджи) |            |                                                        |                   | |                  |             |
| 79 | 11         | «На мелководье» «Rock and a Hard Place»                | Колин Бакси       | Сюжет: Дик Вульф Сценарий: Роберт Палм                                                                          | 22 января 1988   | 63512       |
| Жена Крокетта Кэйтлин собирается выпускать новый альбом и едет на переговоры в Лос-Анджелес. В это время в прессе поднимается скандал, журналисты узнают, что её муж Санни Бёрнет наркоторговец. В это время полиция ведёт дело относительно её продюсеров, которые подозреваются в убийствах. Приглашённые актёры: Шина Истон (Кэйтлин Дэвис), Тони Хендра (Гордон Уиггинс), Джек Кенни (Джерри Ли), Туки Смит (Энджи) |            |                                                        |                   | |                  |             |
| 80 | 12         | «Коровьи миниатюры» «The Cows of October»              | Верн Джиллам      | Эд Цукерман | 5 февраля 1988   | 63510       |
| Полиция оказывается вовлечённой в противостояние между американским фермером, у которого есть бычье семя редкого вида миниатюрных коров, и кубинской разведкой, которые хотят во что бы то ни стало заполучить его. Сюда встревает и ФБР, они не могут допустить, чтобы редкое семя досталось коммунистам. Приглашённые актёры: Мартин Ферреро (Иззи Морено), Гарри Ширер (федеральный агент Тимоти Андерсон), Геррит Грэм (фермер Кальвин Татл) |            |                                                        |                   | |                  |             |
| 81 | 13         | «Вотум доверия» «Vote of Confidence»                   | Рэнди Робертс     | Джон Скалиан | 12 февраля 1988  | 63520       |
| В штате проходят выборы губернатора. Одного из кандидатов полиция случайно задерживает во время облавы в борделе. Поскольку его репутация теперь подмочена он снимает свою кандидатуру с выборов и… исчезает. Приглашённые актёры: Ларри Пайн (Том Пирс), Бэрри Линч (Бэрри Блум), Джонатан Хэдари (Хэнк Фрейзер), Люсинда Дженни (Энни Пирс), Майкл Старк (Уэйн Хэзлитт) |            |                                                        |                   | |                  |             |
| 82 | 14         | «Мячи смерти» «Baseballs of Death»                     | Билл Дьюк         | Питер Лэнс | 19 февраля 1988  | 63522       |
| Кто-то убивает проститутку и её дружка. Расследуя это дело полиция внезапно выходит на след высокопоставленного чилийского генерала, который прибыл в Майами, что бы нелегально купить взрывчатку. Приглашённые актёры: Майкл Де Барр (Шейн Дюбуа), Лиза Мэри (Синдер), Марк Меткалф (Броуди), Тони Плана (Эрнесто Герреро), Оливер Платт (Спид Стайлс) |            |                                                        |                   | |                  |             |
| 83 | 15         | «Войны с индейцами» «Indian Wars»                      | Леон Ичасо        | Сюжет: Фрэнк Коффи и Карл Вальдман Сценарий: Фрэнк Коффи, Майкл Дагган, Питер Лэнс, Роберт Палм и Карл Вальдман | 26 февраля 1988  | 63514       |
| Вождь племени микасуки вошёл в сговор с наркоторговцами. Вырученные от них деньги он вкладывает в жизнь племени. Сын вождя протестует против своего отца, считая, что наркотики это зло. Таббса засылают под прикрытием в индейскую резервацию. Приглашённые актёры: Джо Тёркел (Левек), Джо Лала (Энтони Акоста) |            |                                                        |                   | |                  |             |
| 84 | 16         | «Воровская честь» «Honor Among Thieves?»               | Джим Джонстон     | Джек Ричардсон                                                                                                  | 4 марта 1988     | 63519       |
| В городе маньяк. Он охотится на девочек-подростков, которых одевает в кукол и накачивает наркотиками. Полиция решает прижать всех наркоторговцев города. Поскольку наркобароны теперь страдают из-за этих мер, они решают своими силами найти маньяка и судить его. Приглашённые актёры: Гэри Басараба (Сайрус), Дилан Бейкер (лейтенант Эдвард Джарелл) |            |                                                        |                   | |                  |             |
| 85 | 17         | «В аду воды не напасёшься» «Hell Hath No Fury»         | Вирджил В. Фогель | Сюжет: Дэвид Блэк Сценарий: Майкл Дагган                                                                        | 11 марта 1988    | 63521       |
| Насильник выходит из тюрьмы раньше срока. Он преследует свою жертву снова, на этот раз навязчиво пытаясь извиниться. Труди подозревает, что жертва может нанять киллера, чтобы покончить со своим мучителем раз и навсегда. Приглашённые актёры: Дон Харви (Алан Бикс), Джон Финн (Чарльз Хетч), Джон Майкл Хиггинс (Мюрей Филлипс) |            |                                                        |                   | |                  |             |
| 86 | 18         | «Жетон бесчестья» «Badge of Dishonor»                  | Ричард Комптон    | Сюжет: Дик Вульф Сценарий: Майкл Дагган и Питер Лэнс                                                            | 18 марта 1988    | 63524       |
| Некая банда переодетая копами громит наркосделку, забирая себе и деньги и товар. В полиции начинают подозревать, что эти копы могут быть настоящими. Приглашённые актёры: Хсу Гарсиа (Колон), Рени Сантони (лейтенант Артуро Домингез), Хулио Оскар Мечосо (Эскобар) |            |                                                        |                   | |                  |             |
| 87 | 19         | «Кровь и розы» «Blood & Roses»                         | Джордж Менделюк   | Сюжет: Дик Вульф Сценарий: Роберт Палм                                                                          | 1 апреля 1988    | 63523       |
| Фрэнк Моска возвращается в Майами. Крокетт надеется поквитаться с ним за смерть своего друга. Джина находясь под прикрытием знакомится с Моска и проводит с ним время, но неожиданно начинает влюбляться. Приглашённые актёры: Стэнли Туччи (Фрэнк Моска), Майкл Уинкотт (Уилсон Кук), Мег Фостер (Элис Карсон), Пол Херман (Джимми Рот), Фрэнк Сталлоне (Билли), Гэбриел Траверсари (Винсент), Марк Маккрэкен (федеральный агент) |            |                                                        |                   | |                  |             |
| 88 | 20         | «Пуля для Крокетта» «A Bullet for Crockett»            | Дональд Л. Голд   | Сюжет: Дик Вульф Сценарий: Майкл Дагган и Питер Ланс                                                            | 15 апреля 1988   | 63525       |
| Подруга одного наркоторговца мстит за смерть своего друга и стреляет в Крокетта. Теперь Санни без сознания лежит в больнице. Его коллеги ожидают, когда его прооперируют и вспоминают истории связанные с ним. Приглашённые актёры: Джесси Боррего (Мендез), Лиза Видал (Энжил Монтэфина), Мартин Ферреро (Иззи Морено) |            |                                                        |                   | |                  |             |
| 89 | 21         | «И избавь нас от лукавого» «Deliver Us From Evil»      | Джордж Менделюк   | Сюжет: Дик Вульф Сценарий: Дэвид Блэк, Майкл Дагган и Роберт Палм                                               | 29 апреля 1988   | 63528       |
| Фрэнк Хэкмен возвращается в город. Его банда грабит дорогие дома. Во время полицейской операции на складе погибает подруга Фрэнка. Хэкмен начинает мстить. Прямо во время концерта он убивает беременную жену Крокетта. Приглашённые актёры: Шина Истон (Кэйтлин Дэвис), Гай Бойд (Фрэнк Хэкмен), Дон Кит Оппер (Джонни Блатт) |            |                                                        |                   | |                  |             |
| 90 | 22         | «Зеркальное отражение» «Mirror Image»                  | Ричард Комптон    | Сюжет: Дэниел Сакхайм и Нельсон Орамас Сценарий: Роберт Палм и Дэниел Сакхайм                                   | 6 мая 1988       | 63526       |
| Крокетт под прикрытием принимает участие в саммите высшего криминалитета проходящем на яхте, которая неожиданно взрывается. Крокетт остаётся жив, однако получает травму головы и теряет память. Теперь он уверен, что он наркоторговец Санни Бёрнет. Его коллеги не знают что с ним, так как тело так и не было найдено. Это дело отдел нравов вести также не может, поскольку им теперь занимается уголовный отдел. Таббс берёт отпуск, чтобы провести собственное расследование. Он отправляется в Лодердейл, где предположительно базируется один из мафиозных лидеров Маноло. Приглашённые актёры: Джулия Робертс (Пола Уилер), Крис Купер (Джеймс Ягович), Антонио Фаргас (Алехандро Гутиеррез), Тони Азито (Маноло) |            |                                                        |                   | |                  |             |

## Пятый сезон (1988—1989)
| № общий | № в сезоне | Название                                               | Режиссёр          | Автор сценария                                                                      | Дата премьеры   | Произв. код |
| --- | ---------- | ------------------------------------------------------ | ----------------- | ----------------------------------------------------------------------------------- | --------------- | ----------- |
| 91 | 1          | «Захват заложника» «Hostile Takeover»                  | Дон Джонсон       | Кен Соларш                                                                          | 4 ноября 1988   | 63905       |
| Крокетт всё ещё считает себя Бёрнеттом. Поскольку босс Крокетта Маноло убит, Санни начинает работать на наркобарона по имени Оскар Каррера. В это время начинается война за передел влияния между Каррера и Эль Гато, братом Маноло. Крокетт ведёт свою игру, он хочет стравить отца и сына Каррера, чтобы завладеть их бизнесом. Санни встречается с Таббсом и распознаёт в нём полицейского. Приглашённые актёры: Джо Сантос (Оскар Каррера), Джон Полито (Эль Гато), Энтони Кривелло (Мигель Каррера), Мэтт Фрюэр (Клифф Кинг), Дебра Фойер (Селеста), Виктор Арго (Салазар) |            |                                                        |                   |                                                                                     |                 |             |
| 92 | 2          | «Искупление кровью» «Redemption in Blood»              | Пол Красны        | Сюжет: Роберт Уорд Сценарий: Скотт Шеперд и Кен Соларш                              | 11 ноября 1988  | 63906       |
| Бёрнетт руководит своей наркоимперией, но в его окружении есть люди, которые хотят сместить его. Санни переживает ещё один взрыв, когда в его лимузин подкладывают взрывчатку. В это время к нему начинает возвращаться память. Крокетт посещает полицейский участок, где его арестовывают. Санни сбегает из-под стражи, чтобы узнать место, где будет происходить следующая поставка кокаина и сдать «своих» сообщников полиции. Приглашённые актёры: Джон Полито (Эль Гато), Мэтт Фрюэр (Клифф Кинг), Виктор Арго (Салазар) |            |                                                        |                   |                                                                                     |                 |             |
| 93 | 3          | «В сумерках души» «Heart of Night»                     | Пол Красны        | Джеймс Бекет                                                                        | 18 ноября 1988  | 63904       |
| У бывшей жены лейтенанта Кастилло Май Инк начались проблемы. Её нынешнего мужа преследуют некие гангстеры. Кастилло пытается помочь. Приглашённые актёры: Розалинд Чао (Май Инк), Джеймс Сайто (Ма Сек), Боб Гантон (Ривас) |            |                                                        |                   |                                                                                     |                 |             |
| 94 | 4          | «Плохое чувство времени» «Bad Timing»                  | Вирджил В. Фогель | Скотт Шеперд                                                                        | 2 декабря 1988  | 63907       |
| Двое головорезов, в прошлом ограбившие инкассаторский фургон, сбежали из тюрьмы. Оказавшись на свободе, они начали поиски своего сообщника, чтобы получить свою долю. Преступники оставляют множество разрушений на своём пути. Крокетт в отпуске, но он случайно натыкается на них, когда катается на мотоцикле по побережью. Приглашённые актёры: Мелисса Лео (Кэтлин Гилфордс), Уильям О’Лири (Скотти), Пруитт Тейлор Винс (Круз), Гари Фармер (Уилсон), Марк Маколей (Док Джерри), Джермейн Стюарт (певец) |            |                                                        |                   |                                                                                     |                 |             |
| 95 | 5          | «Борраска» «Borrasca»                                  | Верн Джиллам      | Элвис Коул и Владиславо Степанкутца                                                 | 9 декабря 1988  | 63901       |
| Антикоммунистическая группировка «Борраска» одной из латиноамериканских стран заполучила в свои руки корабль с большим грузом кокаина на борту. Теперь они ищут в Майами покупателя на свой товар. Приглашённые актёры: Хуан Фернандес (Эль Мартилло Борраска), Брайон Джеймс (Эдвард Риз), Марио Эрнесто Санчес (Хорхе) |            |                                                        |                   |                                                                                     |                 |             |
| 96 | 6          | «На линии огня» «Line of Fire»                         | Ричард Комптон    | Рэймонд Хартунг                                                                     | 16 декабря 1988 | 63908       |
| Полиция должна охранять свидетеля, которому предстоит дать важные показания. Свидетеля опекают не только полицейские, но и ФБР, однако этим они только мешают друг другу. Приглашённые актёры: Кевин Мейджор Ховард (Бейтс), Барри Праймус (Дэйли), Аасиф Мандви (швейцар), Джастин Лазард (Кит) |            |                                                        |                   |                                                                                     |                 |             |
| 97 | 7          | «Восточные узоры» «Asian Cut»                          | Джеймс А. Контнер | Сюжет: Роберт Уорд Сценарий: Питер Маккейб                                          | 13 января 1989  | 63909       |
| Отдел нравов расследует убийства проституток. На тела своих жертв убийца наносит некие азиатские символы. В это время в полицию обращается отец, ищущий свою дочь, которая предположительно может тусоваться среди проституток. Приглашённые актёры: Кэри-Хироюки Тагава (Тэгора), Дэвид Шрэмм (Стюарт Уитни), Стив Райан (Эрик Холливелл), Джеймс Мартин (Отис), Стивен Глэдстоун (владелец мотеля) |            |                                                        |                   |                                                                                     |                 |             |
| 98 | 8          | «Удары под дых» «Hard Knocks»                          | Верн Джиллам      | Сюжет: Скотт Шеперд, Кен Соларш и Роберт Уорд Сценарий: Кен Соларш                  | 20 января 1989  | 63910       |
| Полиция охотится на букмекеров. У Свитека начинаются проблемы с азартными играми и деньгами, он задолжал крупную сумму бандитам. Приглашённые актёры: Ричард Дженкинс (Гудмен), Виктор Слезак (Джером Хоровиц), Исмаэль «Ист» Карло (Чи Чи) |            |                                                        |                   |                                                                                     |                 |             |
| 99 | 9          | «Плоды отравленного дерева» «Fruit of the Poison Tree» | Мишель Мэннинг    | Роб Брагин                                                                          | 3 февраля 1989  | 63912       |
| Крокетт и Таббс пытаются засадить в тюрьму наркоторговца, которого защищает коррумпированный адвокат, хорошо умеющий использовать лазейки в законах. Впрочем этот адвокат сам оказывается замешан в воровстве и продаже наркотиков. Приглашённые актёры: Стивен Макхэтти (Сэм Бойл), Джеффри Мик (Энрикес), Тони Сирико (Фрэнк Романо), Аманда Пламмер (Лиза Мэдсен) |            |                                                        |                   |                                                                                     |                 |             |
| 100 | 10         | «Принять и удержать» «To Have and to Hold»             | Юджин Корр        | Вильям Конвей                                                                       | 10 февраля 1989 | 63913       |
| У мафиозной семьи Пендрозо неприятности, кто-то убил её лидера. В полиции полагают, что это могла сделать конкурирующая семья, однако ситуация оказывается более запутанной. В это время Санни Крокетт отправляется домой к первой жене, так как у неё начались проблемы с их общим сыном. Мальчик плохо себя ведёт из-за недостатка внимания, ведь его мать ждёт второго ребёнка, но уже от другого отца. Приглашённые актёры: Белинда Монтгомери (Кэролайн Баллард), Эльпидия Каррильо (Мария Пендрозо), Мигель Феррер (Рамон Пендрозо), Рафаэль Феррер (Карлос) |            |                                                        |                   |                                                                                     |                 |             |
| 101 | 11         | «Платформа для переизбрания» «Miami Squeeze»           | Мишель Мэннинг    | Сюжет: Тед Манн, Питер МакКейб и Роберт Уорд Сценарий: Тед Манн и Питер МакКейб     | 17 февраля 1989 | 63917       |
| Сын конгрессмена, которая всю жизнь боролась против наркотиков, попадает в неприятности с наркотиками. Он ворует крупную партию кокаина у мафиозного босса, чтобы быстро разбогатеть, однако мафия начинает преследовать его и его дружков. Тем временем Санни Крокетт посещает психиатра. Приглашённые актёры: Роберт Джой (Себастьян Росс), Рита Морено (Мэделин Вудс), Питер Нельсон (Дэн Шоу), Пол Провенза (Рикки Демарина), Шерри Роуз (Дженни), Марио Эрнесто Санчес (Моралес), Джастин Лазард (Джоуи Чендлер) |            |                                                        |                   |                                                                                     |                 |             |
| 102 | 12         | «Мастер на все руки» «Jack of All Trades»              | Верн Джиллам      | Сюжет: Роберт Уорд Сценарий: Кен Соларш                                             | 3 марта 1989    | 63911       |
| В город приезжает двоюродный брат Крокетта. Он должен крупную сумму денег одним бандитам и чтобы отдать её он ворует у других. После он опять занимает у первых, чтобы отдать вторым. Приглашённые актёры: Дэвид Эндрюс (Джек Крокетт), Джесси Боррего (Октавио Эскандеро) |            |                                                        |                   |                                                                                     |                 |             |
| 103 | 13         | «Вечный узник» «The Cell Within»                       | Майкл Хогган      | Джек Ричардсон                                                                      | 10 марта 1989   | 63902       |
| Преступник, которого Таббс в прошлом посадил в тюрьму, досрочно вышел на свободу, поскольку раскаялся и переродился. Теперь этот бывший заключённый считает, что система правосудия слишком гуманна к првонарушителям. Он похищает людей, которых считает грешниками, для того, чтобы самому судить их. Приглашённые актёры: Джон Райан (Джейк Мэннинг), Робин Бартлетт (Рода Кинг), Мария Питилло (Анна), Марк МакКрэкен (Мейсон), Ричард Гант (Бэрри Гейнтс) |            |                                                        |                   |                                                                                     |                 |             |
| 104 | 14         | «Пропавшая Мадонна» «The Lost Madonna»                 | Чип Чалмерс       | Роберт Геталс                                                                       | 17 марта 1989   | 63914       |
| В руки отдела нравов случайно попадают две картины из старинного триптиха. Детектив из Нью-Йорка помогает полиции Майами найти недостающую третью картину. Таббс притворяется знатоком искусств. Приглашённые актёры: Майкл Чиклис (Джеффри Уайтхед), Нед Эйзенберг (Сэл Кастелли), Питер Добсон (Джоуи Скьянти), Элизабет Берридж (Джулия Скьянти) |            |                                                        |                   |                                                                                     |                 |             |
| 105 | 15         | «Переступив черту» «Over the Line»                     | Расс Мейберри     | Сюжет: Скотт Шеперд и Роберт Уорд Сценарий: Терри МакДонелл                         | 28 апреля 1989  | 63918       |
| Крокетт и Таббс охотятся на наркодилеров, когда случайно сталкиваются с подпольной организацией полицейских, которые вершат своё правосудие в обход закона. Напарники вступают в эту организацию, чтобы понять, что там к чему. Приглашённые актёры: Энтони Баррил (Джонни), Кевин Корриган (Джемисон), Мартин Ферреро (Иззи Морено), Томас Арана (Уолтер Стивенс) |            |                                                        |                   |                                                                                     |                 |             |
| 106 | 16         | «Жертва обстоятельств» «Victims of Circumstance»       | Колин Бакси       | Ричард Лури                                                                         | 5 мая 1989      | 63918       |
| Кто-то убивает стариков-евреев, бывших узников нацистского концлагеря. Полиции подозревает группировку неонацистов, и Санни и Стэн вступают в неё, но всё оказывается гораздо сложнее. Приглашённые актёры: Пол Гилфойл (Джон Бейкер), Джон Легуизамо (Анджело Альварес), Ксандер Беркли (Бейли), Карен Блэк (Хелен Джексон), Уильям Хикки (Ганс Козак), Стефан Гираш (доктор Лео Кребс) |            |                                                        |                   |                                                                                     |                 |             |
| 107 | 17         | «Беда не приходит одна» «World of Trouble»             | Алан Майерсон     | Рэймонд Хартунг                                                                     | 14 июня 1989    | 63922       |
| Кто-то похищает новейшее оружие прямо с выставки. Отдел нравов занимается этим делом. В это время в город возвращается гангстер Ломбард. Он начал новую жизнь и вернулся предостеречь сына не следовать по его стопам. Приглашённые актёры: Деннис Фарина (Альберт Ломбард), Нед Эйзенберг (Лубрицци), Марк Маколей (Джонни Коттман), Винсент Скьявелли (Лоуренс Фаулер) |            |                                                        |                   |                                                                                     |                 |             |
| 108 | 18         | «Чародей» «Miracle Man»                                | Алан Майерсон     | Сюжет: Джиллиан Хорват и Роберт Уорд Сценарий: Роб Брагин                           | 21 июня 1989    | 63921       |
| Полиция преследует дилеров, но у них под ногами путается «народный мститель» Чародей, который своими силами пытается остановить наркоторговцев. В это же время телевидение собирается сделать репортаж о работе отдела нравов. Приглашённые актёры: Зак Гренье (Эрик Терри), Джон Кастелланос (Карлос Перена), Мартин Ферреро (Иззи Морено) |            |                                                        |                   |                                                                                     |                 |             |
| 109 | 19         | «Недостаток веры» «Leap of Faith»                      | Роберт Исков      | Роберт Уорд                                                                         | 28 июня 1989    | 63923       |
| Отдел нравов взял в разработку профессора университета, который занят созданием нового наркотика. Полиция подсылает к нему молодых полицейских, которые выдают себя за студентов. Приглашённые актёры: Кил Мартин (Пол Куттер), Кэмерон Дай (Джек Эндрюс), Лора Сан Джакомо (Таня Льюис), Дженнифер Рубин (Клэр), Адам Сторке (Рэй Манди), Кит Гордон (Терри Бэйнс), Джастин Лазард (Хардин) |            |                                                        |                   |                                                                                     |                 |             |
| 110 | 20         | «Слишком поздно» «Too Much, Too Late»                  | Ричард Комптон    | Сюжет: Джон Коннор Сценарий: Джек Ричардсон                                         | 25 января 1990  | 63903       |
| Полиция ищет наркодилера, который изнасиловал несовершеннолетнюю девушку. Из Нью-Йорка вернулась Валери, Таббс пытается сделать ей предложение. У Стэна опять начались проблемы с азартными играми. Приглашённые актёры: Пэм Гриер (Валери Гордон), Мартин Ферреро (Иззи Морено), Малинда Уильямс (Линетт), Си Си Эйч Паундер (Ивонн), Джун Гейбл (Эллен Харди) |            |                                                        |                   |                                                                                     |                 |             |
| 111 | 21         | «Свободное падение» «Freefall»                         | Расс Мейберри     | Сюжет: Фрэнк Холман, Скотт Шеперд и Кен Соларш Сценарий: Вильям Конвей и Кен Соларш | 21 мая 1989     | 63924       |
| В одной из латиноамериканских стран назревает революция. Восставший народ собирается свергнуть своего диктатора Мануэля Борбона. Борбон просит у США помощи с его эвакуацией, а взамен соглашается предоставить информацию о колумбийском наркокортеле, с которым он сотрудничал. Крокетт и Таббс отправляются в Коста Морада и забирают диктатора в Майами. Однако картель не может так просто отпустить своего бывшего партнёра, колумбийцы устраивают охоту на него. Приглашённые актёры: Иэн Макшейн (Мануэль Борбон), Грег Джерманн (Джонни Реймонд), Шерман Ховард (Эндрю Бейкер), Мартин Ферреро (Иззи Морено), Анна Катарина (подруга Борбона), Эльпидия Каррильо (Фелиция), Роберт Бельтран (капитан Химендез) |            |                                                        |                   |                                                                                     |                 |             |

- Заключительная серия «Freefall» («Свободное падение») во время первой трансляции по телевидению была показана не самой последней, а после серии «Victims of Circumstance» («Жертва обстоятельств»).
- Серия «Leap of Faith» («Недостаток веры») должна была стать пилотным выпуском нового сезона сериала, но с новыми более молодыми героями, который так и не был снят.
- Серия «Too Much, Too Late» («Слишком поздно») так и не была показана на NBC из-за своего сюжета с изнасилованием несовершеннолетней.